# Beach City (Ohio)
Pour les articles homonymes, voir Beach City.
La ville américaine de Beach City est située dans le comté de Stark, dans l’État de l’Ohio. Sa population s’élevait à 1 033 habitants lors du recensement de 2010.

## Source
- (en) Cet article est partiellement ou en totalité issu de l’article de Wikipédia en anglais intitulé « Beach City, Ohio » (voir la liste des auteurs).